# Willard Harrison Bennett
Willard Harrison Bennett (Findlay, 13 de junho de 1903 — 28 de setembro de 1987) foi um físico e inventor estadunidense.
Bennett foi um dos pioneiros da física de plasma e, assim, lançou as bases para a pesquisa no desenvolvimento de um reator de fusão nuclear. Em 1950 e desenvolveu o espectrômetro de massa de radiofrequência para medir as massas de átomos ionizados, que foi usado, entre outras coisas, no satélite soviético Sputnik 3.